# Маріо Кінделан
Маріо Сезар Кінделан Меса (ісп. Mario César Kindelán Mesa, нар. 10 серпня 1971 року) — відомий кубинський боксер-любитель, дворазовий олімпійський чемпіон (2000 і 2004), триразовий чемпіон світу (1999, 2001 і 2003). Вважається одним з найсильніших боксерів-любителів.

## Любительська кар'єра
На Кубку світу 1998 переміг трьох суперників (Елвіса Макама (ПАР), Кобу Ґоґоладзе (Грузія) та Фонгсит Веангвісет (Таїланд)) і став переможцем.
На Іграх доброї волі 1998 переміг трьох суперників, серед них чемпіона світу 1997 росіянина Олександра Малетіна, і став переможцем.

### Чемпіонат світу 1999
- 1/16 фіналу. Переміг Махлона Кервіка (США) — 10-4
- 1/8 фіналу. Переміг Темура Сулейманова (Узбекистан) — 3-2
- 1/4 фіналу. Переміг Фонгсит Веангвісет (Таїланд) — 8-2
- 1/2 фіналу. Переміг Георге Лунгу (Ромунія) — 9-4
- Фінал. Переміг Олексія Степанова (Росія) — 10-3

### Олімпійські ігри 2000
- 1/8 фіналу. Переміг Фонгсит Веангвісет (Таїланд) — 14-8
- 1/4 фіналу. Переміг Тиграна Узляна (Греція) — RSC 4
- 1/2 фіналу. Переміг Олександра Малетіна (Росія) — 27-15
- Фінал. Переміг Андрія Котельника (Україна) — 14-4

### Чемпіонат світу 2001
- 1/16 фіналу. Переміг Доніера Кхатамова (Таджикистан) — RSC-OS 2
- 1/8 фіналу. Переміг Мартіна Крістьєнсена (Данія) — RSC-OS 3
- 1/4 фіналу. Переміг Патріка Богере (Швеція) — RSC-OS 2
- 1/2 фіналу. Переміг Олександра Малетіна (Росія) — RSC-OS 3
- Фінал. Переміг Володимира Колесника (Україна) — 29-15

На Іграх доброї волі 2001 переміг Володимира Колесника (Україна) і Олексія Степанова (Росія), і став переможцем.
На командному Кубку світу 2002 став переможцем у складі збірної Куби, здобувши перемоги над Джастіном Кейном (Австралія), Сельчуком Айдин (Туреччина) та Сомлук Камсінг (Таїланд) і зазнавши поразки у фінальному двобої Куба — Казахстан від Руслана Мусінова.

### Чемпіонат світу 2003
- 1/16 фіналу. Переміг Боріса Георгієва (Болгарія) — RSCH 4
- 1/8 фіналу. Переміг Стефена Бурке (Англія) — RSC-OS 3
- 1/4 фіналу. Переміг Пек Джон Сопа (Південна Корея) — 30-14
- 1/2 фіналу. Переміг Дьюла Кате (Угорщина) — 24-12
- Фінал. Переміг Пічай Сайотха (Таїланд) — 45-27[1]

### Олімпійські ігри 2004
- 1/16 фіналу. Переміг Ахмет Садіка (Нігерія) — RSC-3
- 1/8 фіналу. Переміг Асгар Алі Шаха (Пакистан) — 24-9
- 1/4 фіналу. Переміг Ровшана Гусейнова (Азербайджан) — 23-11
- 1/2 фіналу. Переміг Мурата Храчова (Росія) — 20-10
- Фнал. Переміг Аміра Хана (Велика Британія) — 30-22